# Francisco Hurtado de Mendoza y Cárdenas
Francisco Hurtado de Mendoza y Cárdenas (¿?-Barcelona, 14 de octubre de 1615) fue un noble y político español, que ocupó el cargo de virrey de Cataluña.

## Biografía
Segundo marqués de Almazán, V conde de Monteagudo de Mendoza y guarda mayor del rey, fue virrey de Cataluña entre 1611 y 1615, y pieza decisiva de la crisis entre el principado y la monarquía. Tuvo que enfrentarse al desorden monetario y, sobre todo, al aumento constante del bandolerismo, que llegó a invadir la misma administración del lugarteniente, dividida en nyerros y cadells. Hurtado de Mendoza acusaba de connivencia con el bandolerismo a las instituciones catalanas cuando el 24 de octubre de 1614 informaba al rey Felipe III de su fracaso contra el creciente poder y número de los bandoleros: «No se puede más, que la tierra los produce como hongos, ella los fomenta y defiende». La crisis del principado era general. Las revueltas y la alienación política de los catalanes había llegado a tal extremo que se hablaba de restablecer el orden mediante «la conquista con la caballería e infantería de Castilla». El Consejo de Ciento y la Generalidad de Cataluña presentaron una queja conjunta al rey sobre el comportamiento de Hurtado. El rey la recogió y envió a inspeccionar al virrey a José Pérez de Banaytos, quien exoneró a Hurtado. Cuando Hurtado murió en 1615, las instituciones argumentaron "razones de protocolo" para no asistir al entierro.